# Paladijn
De term paladijn (afgeleid van 'palatinus' meervoud: 'palatini') werd voor het eerst gebruikt in het oude Rome voor de kamerheer van de keizers en voor de keizerlijke paleiswacht, die door Diocletianus “pretorianen” worden genoemd.
Het woord 'palatinus' betekent “behorend tot de Palatijn”, een van de zeven heuvels van Rome, waar zich het huis van de Romeinse keizer bevond sinds keizer Augustus.
In de vroege middeleeuwen veranderde de term en werd hij gebruikt voor de hoogste ambtenaar van de katholieke kerk in dienst van de paus of voor de belangrijkste edelman van het Heilige Roomse Rijk die “graaf Palatine” werd genoemd.
Paladijn is een term die later wellicht werd gebruikt voor een lid van de twaalfkoppige paleiswacht van keizer Karel de Grote. Deze paladijnen stonden bekend als voorbeeld van ridderlijkheid en hoffelijkheid.
In latere tijden zou deze term gebruikt worden voor zwervende ridders zonder eigen land of inkomen. Het betrof hier vaak jongere of verstoten zoons van adellijke heren. Voor hun inkomsten waren ze afhankelijk van hun heer. Dit kon hun vader of (oudere) broer zijn, maar evengoed konden ze trouw zweren aan een andere heer. In de middeleeuwse hoofse literatuur werden ze vaak afgetekend als eenzame strijders voor het goede; een voorbeeld hiervan is het epische Roland-verhaal (Roelantslied).

## Fictie
De verhalen rond de paladijnen worden vanaf de 12e eeuw vooral beschreven in Liederen, de zo genoemde Chansons de Geste over Roland en zijn kameraden.
En ook via poppenspel.
De namen van de twaalf paladijnen variëren van romance tot romance, en vaak worden er meer dan twaalf namen genoemd. Aan het getal 12 werd veel belang gehecht, omdat het verwijst naar de 12 apostelen. De koning komt dan in de positie van Jezus, niet uit arrogantie, maar door de heilige missie die een koning heeft. Alle Karolingische gedichten over paladijnen bevatten de namen van Roland en Olivier. Andere belangrijke figuren zijn Turpin, Ogier de Deen, Huon de Bordeaux, Fierabras, Guy de Bourgogne, Renaud de Monteban en Ganelon.
Namen van Paladijnen, genoemd in de gedichten van Ariosto en Tasso: 
- Turpijn, de bisschop, die sneuvelde
- Ganelon, de Verrader
- Ivon
- Olivier, Vriend van Roland en paladijn
- Astolpho, familie van Karel Martel, neef van Roland en een paladijn
- Girard
- Samson
- Ivoire
- Otton
- Engelier
- Berengier, paladijn
- Ruggiero, Prins uit Ethiopië die trouwt met Bradamante
- Bradamante, zus van Rinaldo
- Florismart
- Maugris, een tovenaar of Magi
- Naimon, vader van Rinaldo
- Ogier de Deen
- Ferumbras of Fierabras, een Saraceen die christen werd
- Rinaldo
- Roland / Orlando, neef van Karel de Grote en leider van de paladijnen

## Geschiedenis
Het is niet zeker of de Paladijnse wacht werkelijk heeft bestaan. De verhalen rond de personen zijn grotendeels geromantiseerd. Wel bestaat zekerheid over een slag bij Roncevaux omstreeks 800; deze confrontatie kwam tot stand omdat Karel de Grote de Moren uit Spanje wilde verjagen. Volgens het Roelantslied zou zeker de helft van de twaalfkoppige paleiswacht aanwezig zijn geweest bij deze slag. Roland zou de bevelhebber geweest zijn van het christelijke leger en hier ook zijn einde hebben gevonden, net als zijn rechterhand Olivier die van achteren werd neergespiesd door een Moor. Even slecht liep het af met Ganelon die verraad pleegde aan Roland en later werd gevierendeeld (door vier paarden uit elkaar getrokken).

## Liederen, gedichten en opera's
In de middeleeuwen waren de verhalen rond de paladijnen zelfs nog populairder dan die van Koning Arthur en zijn ridders van de ronde tafel. De verhalen waren in de 12e en 13e eeuw zo populair dat de schrijvers er langere verhalen van gingen maken en de liederen er in toevoegden. Zoals Doon de Mayence die Les quatre fils de Aymon schreef, en later Ludovico Ariosto met Orlando Furioso en Torquato Tasso met Gerusalemme liberata. In de 17e en 18e eeuw werden er grote opera's opgevoerd die vaak persoonsgebonden waren, denk maar aan Orlando Inamoto, Luigi Pulci's Morgante, Dante Alighieri's Inferno, Rinaldo en Fierumbras van Georg Händel. Al wordt vaak in de gedichten en liederen gepraat over een twaalfkoppige paleiswacht, er duiken in diverse verhalen toch meerdere namen op. Zoals Roland die in andere landen Orlando wordt genoemd en Rinaldo die ook door gaat als Renaud de Monteban, waarbij de verhaallijnen soms wat verschillen.

## Diversen
De Paladijnen komen in mindere mate voor in films dan de Arthurlegendes, maar in het verleden is er wel een aantal verschenen.
- Orlando e i Paladini di Francia (1956) Italiaanse productie
- La Gerusalemme Liberata (1958), verfilmd naar de maatstaven van het gedicht en de opera.
- The Song of Roland (1978), Franse productie.
- Hearts and Armours (1983)
- In de film Jumper (2008) worden de 'bad guys' aangeduid als Paladijnen; fanatieke leden van een geheim religieus genootschap die mensen naar het leven staan die dezelfde gaven hebben als de hoofdrolspeler. Gaven die zij vinden toebehoren alleen aan God.
- In de fantasyliteratuur verwijst de term “paladijn” naar een voorvechter voor zijn Godheid en bestrijder van het kwaad. Hij of zij verkrijgt hiervoor van deze Godheid bijzondere vaardigheden. Daardoor heeft hij toegang tot helende krachten alsook uitzonderlijke strijdvaardigheid.
- In de computerspellen Baldur's Gate, Warcraft en de Diablo-serie komen ook personages en verwijzingen naar de paladijnen voor. In de game Final Fantasy IV is de hoofdpersoon, Cecil Harvey, zelf een paladijn in de ridderlijke orde.
- Ook in de computerspel reeks 'Age of Empires' komt de Paladijn voor, als een van de sterkere eenheden. Het is een opwaardering van de in de stal te verkrijgen eenheid gaande van knight naar cavalier tot uiteindelijk paladin.
- In een bekend lied van Lennaert Nijgh, vertolkt door Boudewijn de Groot en Elly Nieman, Meester Prikkebeen, komt ook het woord paladijn voor.